# Plaies du Christ

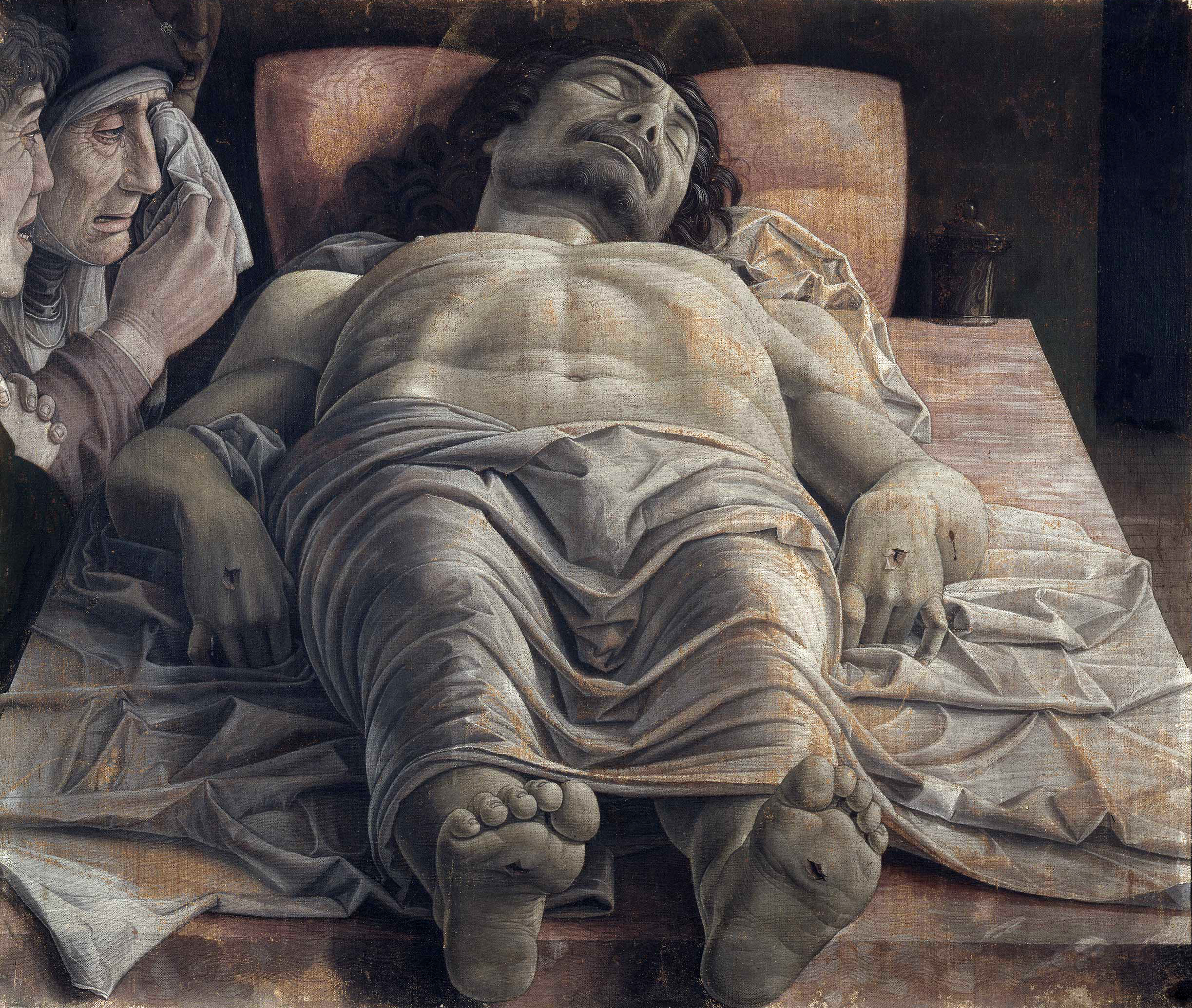
Tableau d'Andrea Mantegna, pinacothèque de Brera.

Les Plaies du Christ ou Saintes Plaies sont les cinq plaies des deux mains et des deux pieds de Jésus de Nazareth crucifié et cloué sur la croix, et de sa plaie au flanc droit faite par le centurion Longin avec son javelot, pour constater sa mort, selon l'Évangile selon Jean, 19. et selon une prophétie du psaume 22, 16 : « Ils ont percé mes mains et mes pieds ».

« Vous avez ainsi terrassé le démon, en usant de la croix comme d'une fronde garnie de cinq pierres, quand votre divin corps fut suspendu au bois de la croix par cinq plaies »

— Ludolphe le Chartreux,

## Sources bibliques

L'Incrédulité de saint Thomas du Caravage (1601-1602), Potsdam, palais de Sanssouci.

Ces plaies sont mentionnées dans l'Évangile selon Jean 19, symbolisant la victoire sur la mort, dans l'épisode de la Résurrection : le thème de l'« incrédulité de Thomas » a de nombreuses représentations picturales . « Puis il dit à Thomas : " Mets ici ton doigt, et regarde mes mains ; approche aussi ta main, et mets-la dans mon côté " » : La Résurrection est signe de la divinité de Jésus mais ses plaies symbolisent son humanité, celle de l'Incarnation.

## Histoire de la dévotion aux Cinq Plaies

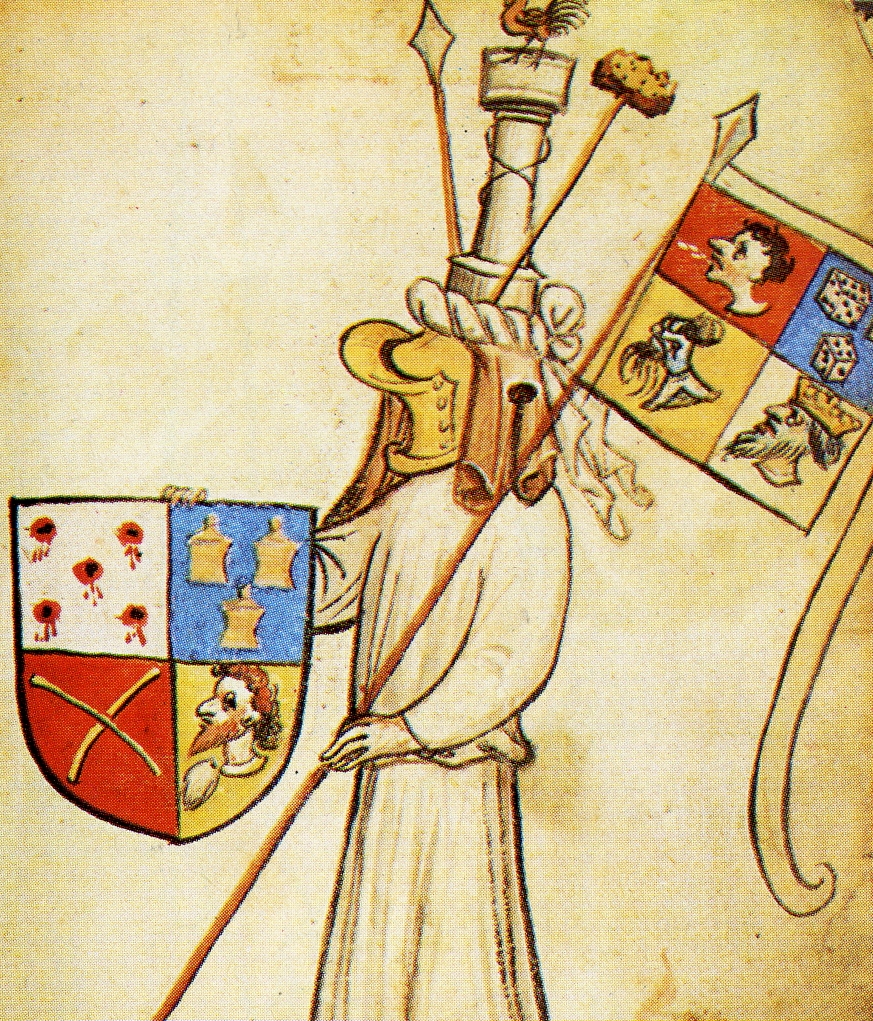
Cinq Plaies sur une armoirie (vers 1451), Hyghalmen Roll, College of Arms.

La première allusion aux quinquepartitum vulnus se trouve chez Pierre Damien. De retour des croisades et de Terre sainte fleurit la dévotion à la Passion et aux Saintes Plaies de Jésus-Christ, de même en raison des stigmates de saint François d'Assise. On a une trace de ce renouveau de piété et de dévotion dans un mémorial des évêques de Pologne adressé au pape Clément XII :
« 
En outre, les Cinq Plaies du Christ sont honorées par une messe et un office, et nous vénérons aussi en plus de ces blessures, les pieds et les mains, et le côté de notre Rédempteur Bien Aimé, ces parties du corps du Seigneur sont vénérées d'un culte tout spécial plus important que les autres précisément parce qu'Il a souffert des douleurs spéciales pour notre salut et parce qu'avec elles est vénérée une marque insigne de Son Amour par conséquent, nous pensons avec foi qu'elles ne peuvent être considérées sans en sentiment spécial de piété et de dévotion.  »
— Nilles ,  de rat. Fest. Cordon de para. Jesu et Mariae I, 126, Catholic Encyclopedia
Cette dévotion obtint son approbation dans l'Église pour la première fois au concile de Lavaur en 1368, can. 128 : « Ob reverentiam et honorem quinque vulnerum per Salvatorem nostrum in ara crucis pro redemptione nostra receptorum », avec des indulgences de trente jours à qui dirait cinq Pater en l'honneur des Cinq Plaies à genoux ou sept Ave Maria car elle était alors étroitement liée aux Sept Joies de la Vierge dans le même texte.

## Symbolique spirituelle
Nicolas Cabasilas décrit ainsi le sens profond, dans le christianisme, de la Passion et de la Résurrection de Jésus, qui est l'Amour de Dieu pour les hommes et ses créatures symbolisé par les plaies qui transparaissent sur son corps glorieux, ayant échappé aux lois de la nature :

« Il porte les cicatrices sur son corps son corps est spirituel, il ne connaît plus ni pesanteur, ni épaisseur, ni aucune autre affection corporelle […] mais il n'a pas du tout effacé ses plaies ; au contraire, il a tenu à les garder, à cause de son amour pour l'homme, parce que c'est par elles qu'il a retrouvé l'homme qui était perdu et c'est en étant blessé qu'il a conquis celui qu'il aimait. »

## Confréries

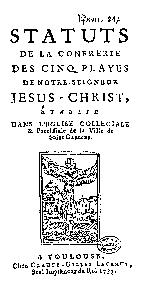
Page de garde du livre "Statuts de la Confrérie des cinq playes de Notre-Seigneur Jésus-Christ" (de Saint-Gaudens) publié à Toulouse en 1737.

Elles étaient très répandues dans l'Église d'autrefois : il existait une confrérie des Cinq Plaies dans de nombreuses villes ou villages de France, par exemple à Bordeaux en l'église Saint-Éloi en 1496 établie le dimanche de Quasimodo pour demander la fin d'une épidémie de peste chez les religieux de Saint Augustin ainsi qu'à Toulouse et à Amiens dont la fête était le 14 septembre, à Mantes (procession de 1588 qui comportait une représentation des trois vertus théologales de foi, espérance et charité  mentionnées dans la Prière à Jésus crucifié), etc. En Espagne à Jerez de la Frontera confrérie Las Sagradas cinco Llagas del Cristo, vêtus de blanc (appelée aussi le Silence Blanc,  El Silencio Blanco). Sainte Marie-Françoise des Cinq-Plaies était une religieuse franciscaine proche de saint Pierre d'Alcántara.
À Lyon, une chapelle de La Croix-Rousse est dédiée aux Cinq Plaies, avec une archiconfrérie (Dévouées de la Maison des Cinq Plaies, sans vœu monastique, à la suite d'une œuvre pieuse fondée dans le sillon du Curé d'Ars), puis une congrégation de Sœurs du Sauveur, les Chanoinesses régulières des Cinq-Plaies de Notre-Seigneur en 1886, qui se développera au Manitoba au Canada.

## Dévotion aux Cinq Plaies

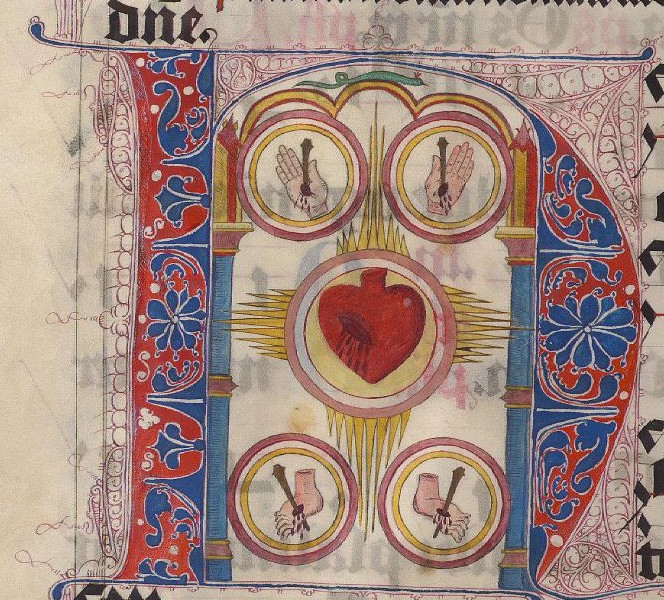
Plaies du Christ, Cologne (XVe siècle).

### Fêtes
- Dans le monastère de Fritzlar, Thuringe, au XIVe siècle, une fête fut dédiée aux Cinq Plaies le vendredi après l'octave de la Fête-Dieu, ce qui est la plus ancienne fête que nous connaissons en cet honneur.

- La fête des Cinq Plaies, célébrée depuis le Moyen Âge, à Évora, au Portugal et ailleurs, le 6 février et à Lisbonne le vendredi après le mercredi des Cendres, commémore la fondation du royaume portugais en 1139, lorsque, avant la bataille des plaines d'Ourique, le Christ est apparu à Alphonse Henriques, promettant la victoire sur les Maures et lui commandait d'insérer dans les armoiries du nouveau royaume l'emblème des Cinq Plaies.

- La messe des Cinq Plaies célébrée le vendredi ou le mardi se répand dans l'Église à partir du XVIe siècle. On trouve à Lyon dans le Missel romain imprimé en 1507 une messe spéciale De Quinque Plagis que le pape Pie V n'autorisa pas dans le nouveau Missel[8].

- Le Proprium de Venise de 1766 qui contient les offices de la fête des Cinq Plaies, de la plus ancienne série de fêtes en l'honneur de la Passion du Christ, le deuxième dimanche de mars, qui a été accordée en 1809 à Livourne pour le vendredi après le mercredi des Cendres, et ceci s'est perpétué dans les diocèses de la Toscane, et à l'étranger (Mexique).

- Depuis 1831, quand les fêtes en l'honneur de la Passion ont été adoptées à Rome par les Passionnistes de la ville, cette fête a été affectée au vendredi du troisième dimanche de Carême. Elle est l'une de celles que nous a légué le Moyen Âge. Comme cette fête n'est pas célébrée dans toute l'Église, les textes de l'office de la messe sont placés dans l'appendice du bréviaire et du missel[9].

### Prières

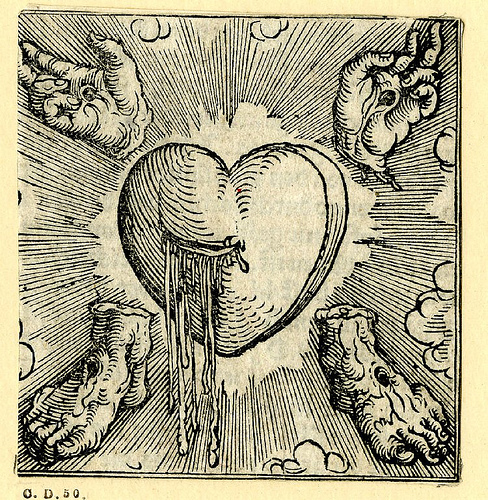
Cinq Plaies, image allemande (XVIe siècle).

- L'Oraison des Cinq Plaies fut souvent copiée dans les manuscrits anciens au XVe siècle. Au XIXe siècle elles furent remplacées par une prière populaire, la prière à Jésus crucifié.

- De nombreuses prières aux Cinq Plaies furent écrites, dont la plus célèbre est celle de sainte Claire d'Assise[10], mais on connait aussi celle de Gertrude de Helfta et de Mathilde de Magdebourg ou encore la Salutatio, oraison de Grégoire le Grand, plus tard Jean-Martin Moyë reprendra cette dévotion en Chine.

- Les orthodoxes connaissent aussi cette prière si on en juge par celle du starets Isidore de Russie (en) de l'ermitage de Gethsemani (1908) qui la récitait devant un triptyque[11].

- Le chapelet des Cinq Plaies de Jésus avait pour origine les pères Passionistes, et fut approuvé par Pie VII en 1822, et se dit sur un chapelet spécial. On disait aussi chaque jour cinq Pater et Ave en l'honneur des Cinq Plaies, comme on récitait quotidiennement la prière à Jésus crucifié. De nombreuses indulgences furent rattachées à la Couronne des Cinq Plaies des pères Passionnistes de l'église Saint-Jean-et-Sain-Paul-de-Rome, par le pape Léon XII par un décret du 20 décembre 1823[12].

- Les gros grains du Rosaire dominicain ou cinq Pater sont censés représenter les Cinq Plaies du Seigneur après avoir été, à l'époque médiévale, associés à la rose en forme d'hommage à la Vierge. Dans la continuité, une rose à cinq pétales a symbolisé les Cinq Plaies du Christ, et une rose rouge (rose saignante), sa Passion[13],[14].

- Les Chanoinesses régulières des Cinq Plaies du Sauveur : congrégation religieuse féminine. Elles sont connues aujourd'hui sous le nom de Sœurs du Sauveur. Elles furent fondées vers 1856 à Lyon par Adrien Colomb de Gast et la révérende-mère Octavie Delaunay[15].

### Symbolique populaire

#### Symboles religieux
La symbolique des plaies se retrouve dans la coutume d'introduire dans le cierge pascal cinq grains d'encens, d'oindre les quatre côtés et le milieu de l'autel durant une cérémonie, de dédier ses enfants aux Cinq Plaies du Christ, ou de penser aux Cinq Plaies en disant les cinq Pater du Rosaire[réf. nécessaire].
Selon le chanoine Collin, les catholiques effectuent le signe de croix de la main entière, étendue, les cinq doigts rassemblés, pour représenter les Cinq Plaies.

#### Symboles de la nature
- Un oursin des sables (Echinarachnius parma), de couleur pourpre, symboliserait les Cinq Plaies dans l'imagination populaire américaine ; un poème ancien d'un auteur anonyme lui est attaché : « la Légende du Dollar des sables » dont il existe plusieurs versions, la première ayant paru dans The Seattle Post Intelligencer, le 6 avril 1966[17]:

«  D’un côté, l’étoile qui guida les Rois mages vers la crèche,

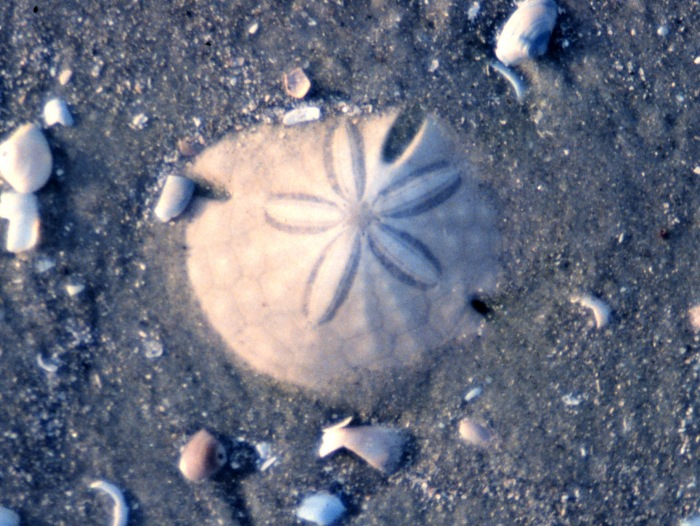
Oursin.

Les quatre trous de la Crucifixion et le cinquième, celui de la lance romaine qui donna la mort.
Sur la face arrière, le dessin des pétales de la poinsettia d’hiver qui ne fleurit qu’à Noël.
Lorsqu’on casse cet oursin comme une hostie, il libère cinq petits éléments calcaires qui ressemblent étrangement à des oiseaux blancs aux ailes déployées : Les colombes du Saint Esprit et la Résurrection  »
— Légende de l'oursin des sables
- Pierres :

Plusieurs saints comparent les plaies du Christ à des pierres précieuses, sans les définir, le diamant, le rubis ou une autre pierre rouge ou violette, figurant comme dans l'Apocalypse de saint Jean, dans le ciel, ceci de manière métaphorique. Par exemple Nicolas Cabasilas parle « des cicatrices d'amour, qui ornent ses mains, ses pieds et son côté comme des pierres précieuses ». Cette comparaison trouvait parfois une illustration concrète : cinq pierres précieuses, cinq rubis peuvent ainsi représenter les Cinq Plaies au Moyen Âge, sur les crucifix et les croix. En Angleterre on fit des bagues représentant, les Cinq Plaies, à partir du XVe siècle, l'une fut découverte à Coventry et se trouve au British Museum, sur laquelle est représenté le Christ sortant de son tombeau, les instruments de sa Passion. Enfin chaque plaie est associée à un puits, en tout cinq Puits, de Pitié, de Réconfort, de Miséricorde, de Grâce, de Vie éternelle.
- Dans la flore, la rose rouge, la pensée et la passiflore sont les fleurs qui symbolisent les Cinq Plaies, la rose rouge par sa couleur, ses cinq pétales et ses épines ; la pensée par ses cinq pétales et sa couleur violette ; et la passiflore ou fleur de la passion, par ses cinq étamines. Le terme quinquevulnera  est l'épithète latine signifiant cinq plaies qui est apposée au nom de quelques espèces de fleurs : Olearia quinquevulnera, Silene quinquevulnera (autre nom de Silene gallica), Aerides quinquevulnera, une sorte d'orchidée, enfin une herbe de forêts tropicales, Henckelia quinquevulnera synonyme de Didymocarpus quinquevulnera Ridl..

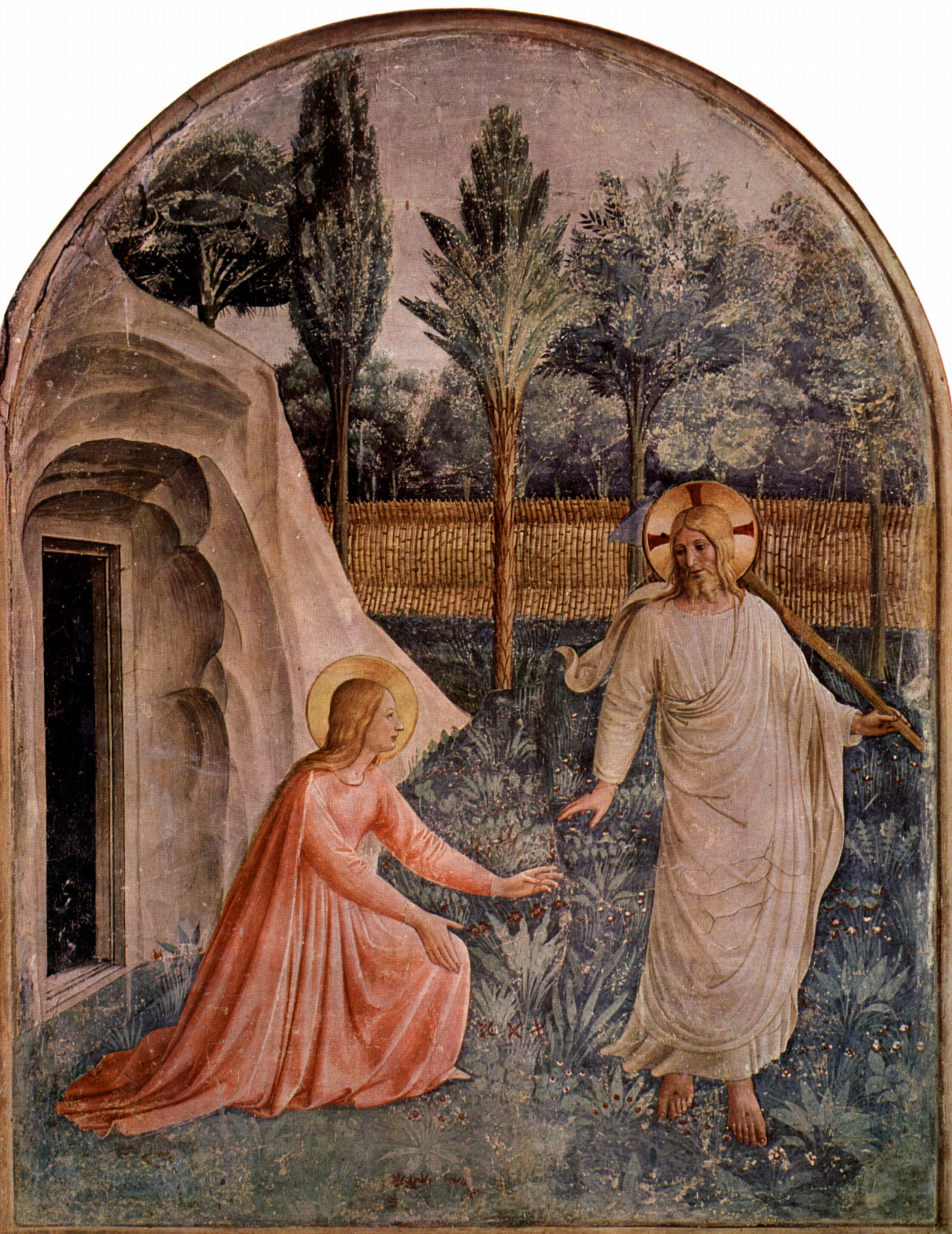
Fra Angelico : Noli me tangere, cellule 1 du couvent de San Marco, vers 1440. En agrandissant l'image on peut apercevoir deux symboles dans les fleurs sous les pieds des deux personnes représentées.

Dans le couvent San Marco de Florence, Fra Angelico a, sur la fresque Noli me tangere de la Résurrection du Christ, représenté une plante avec un point rouge sur ses cinq feuilles aux pieds de Jésus, et cinq fleurs rouges qui semblent être des pensées près de sainte Marie Madeleine, qui visuellement semblent se situer entre ses bras. Elles sont censées symboliser les Cinq Plaies, fleurs groupées comme un chapelet ou en couronne aux pieds de Marie Madeleine, et en éventail près de Jésus.

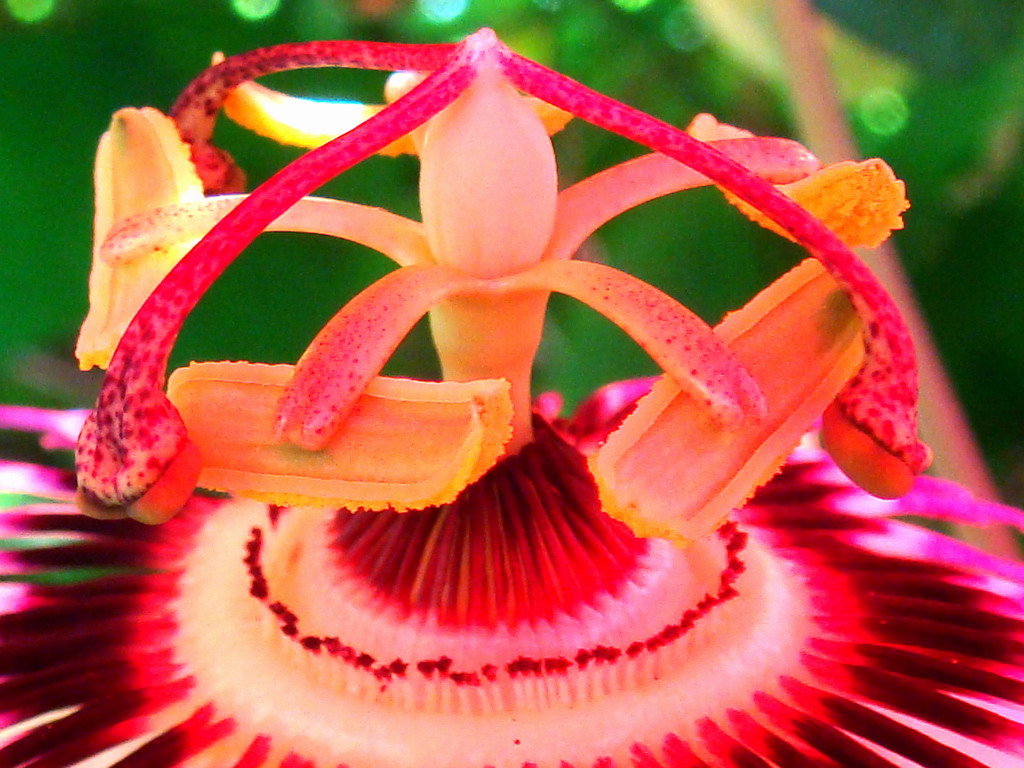
Passiflore de la passion.
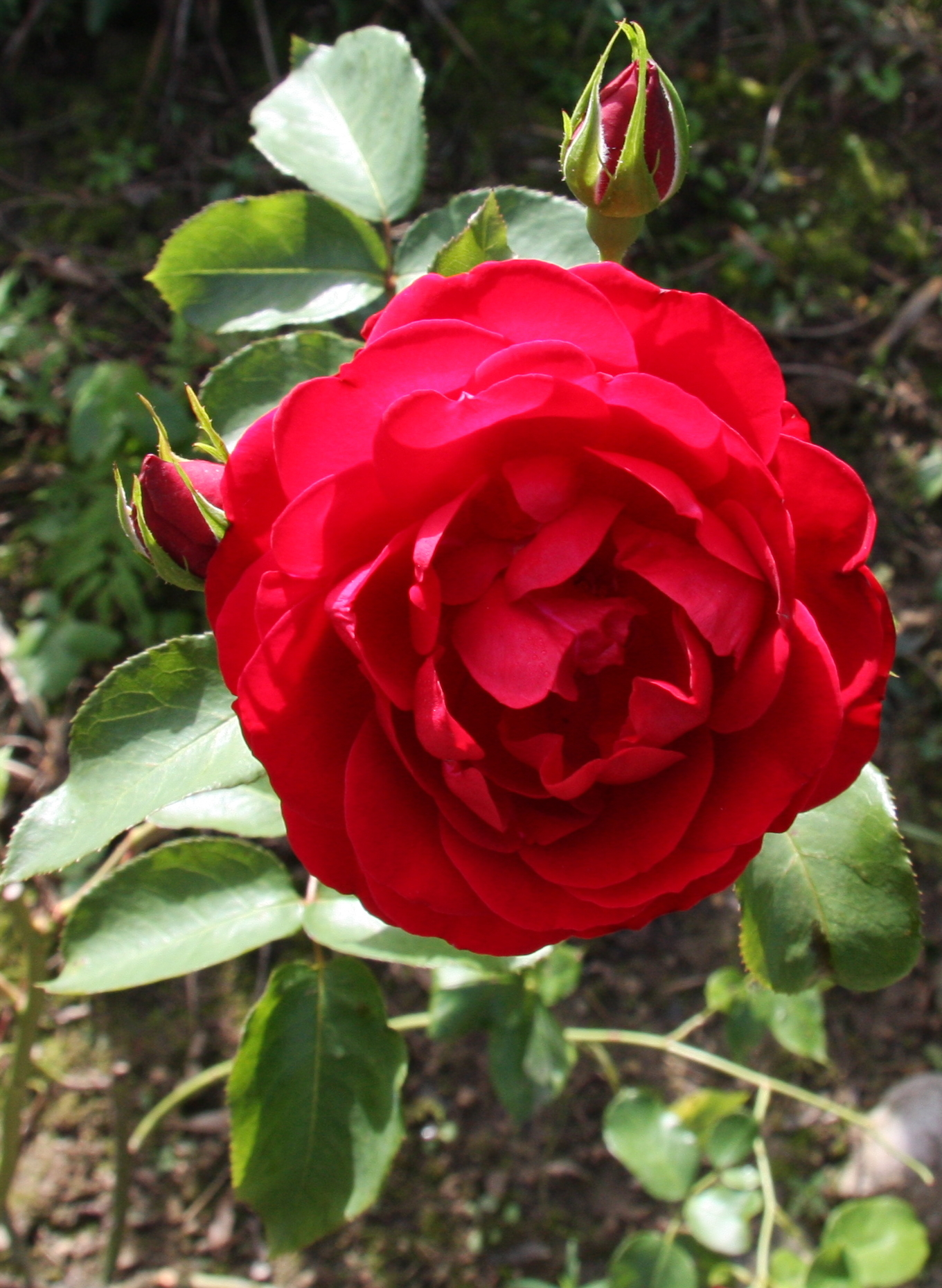
Rose rouge.
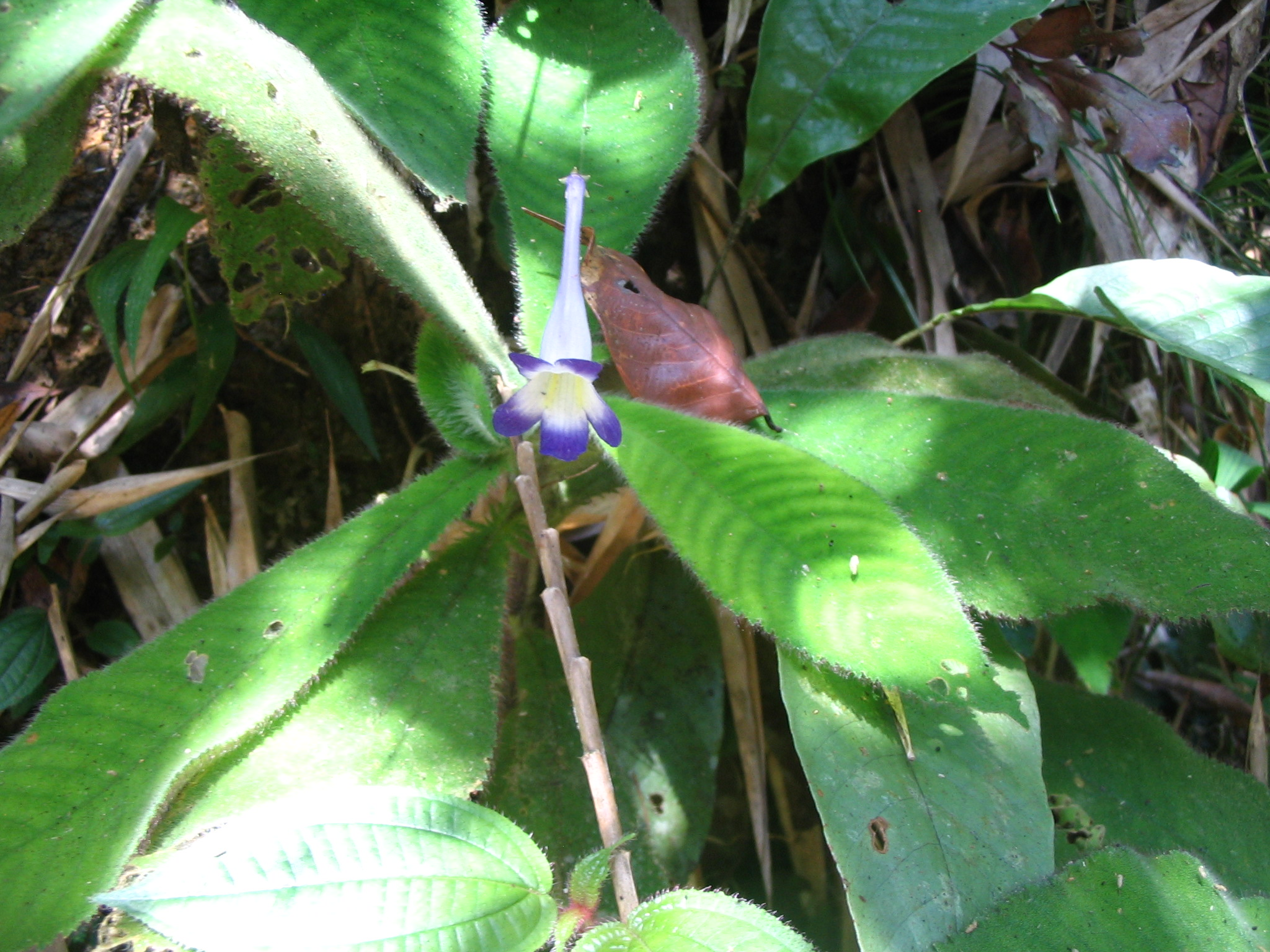
Henckelia quinquevulnera.
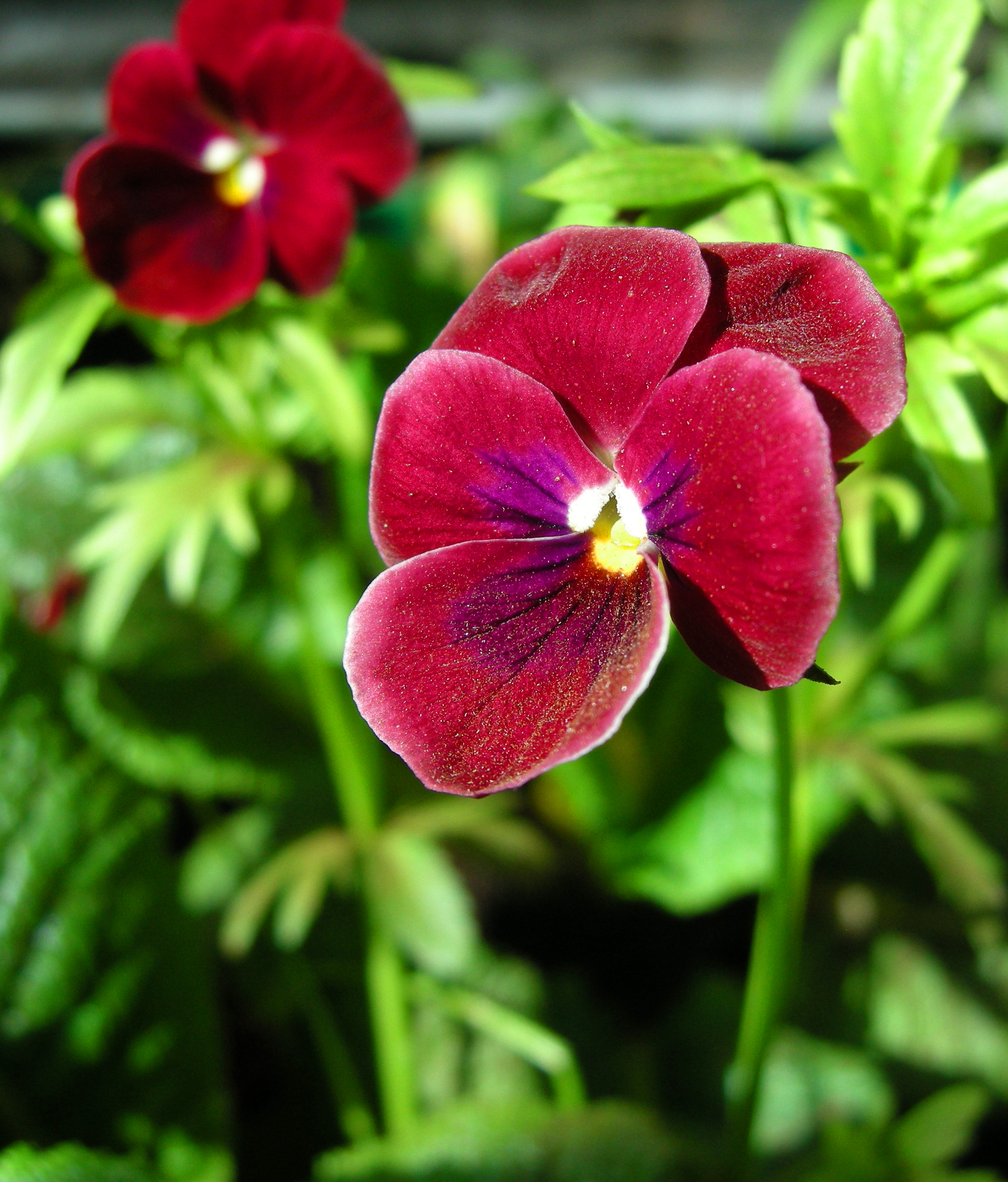
Pensée.

## Les plaies de Jésus dans les arts

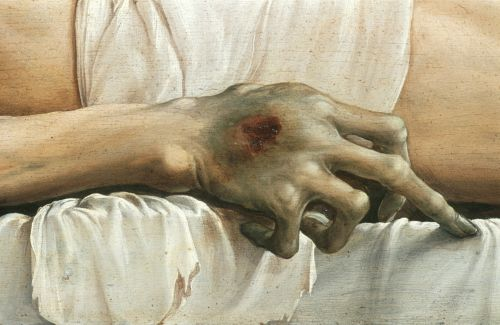
Détail du Christ mort de Hans Holbein le Jeune (1522).

- Vitrail des Cinq Plaies, Louis Ferdinand Léger, église du Sacré-Cœur d'Audincourt, Doubs ;
- Croix de chemin des Cinq Plaies à Stotzheim (67) ;
- Peinture monumentale du Christ aux Cinq Plaies à Wissembourg (67) église Saint-Pierre et Saint-Paul ;
- La fontaine au Cinq-Plaies à Servel en Bretagne, est perçée de cinq trous figurant les plaies du Sauveur avec jadis un Chemin de croix pour le culte des Cinq plaies sources du salut ;
- Membra Jesu Nostri (BuxWV 75), de Dietrich Buxtehude : cycle de sept cantates baroques déplorant l'une après l'autre les plaies du Christ dont le chiffre est symboliquement porté de cinq à sept.

## Drapeaux
Les Cinq Plaies ont parfois figuré sur des drapeaux ainsi dans la province d'York en Angleterre en 1536.

## Représentations

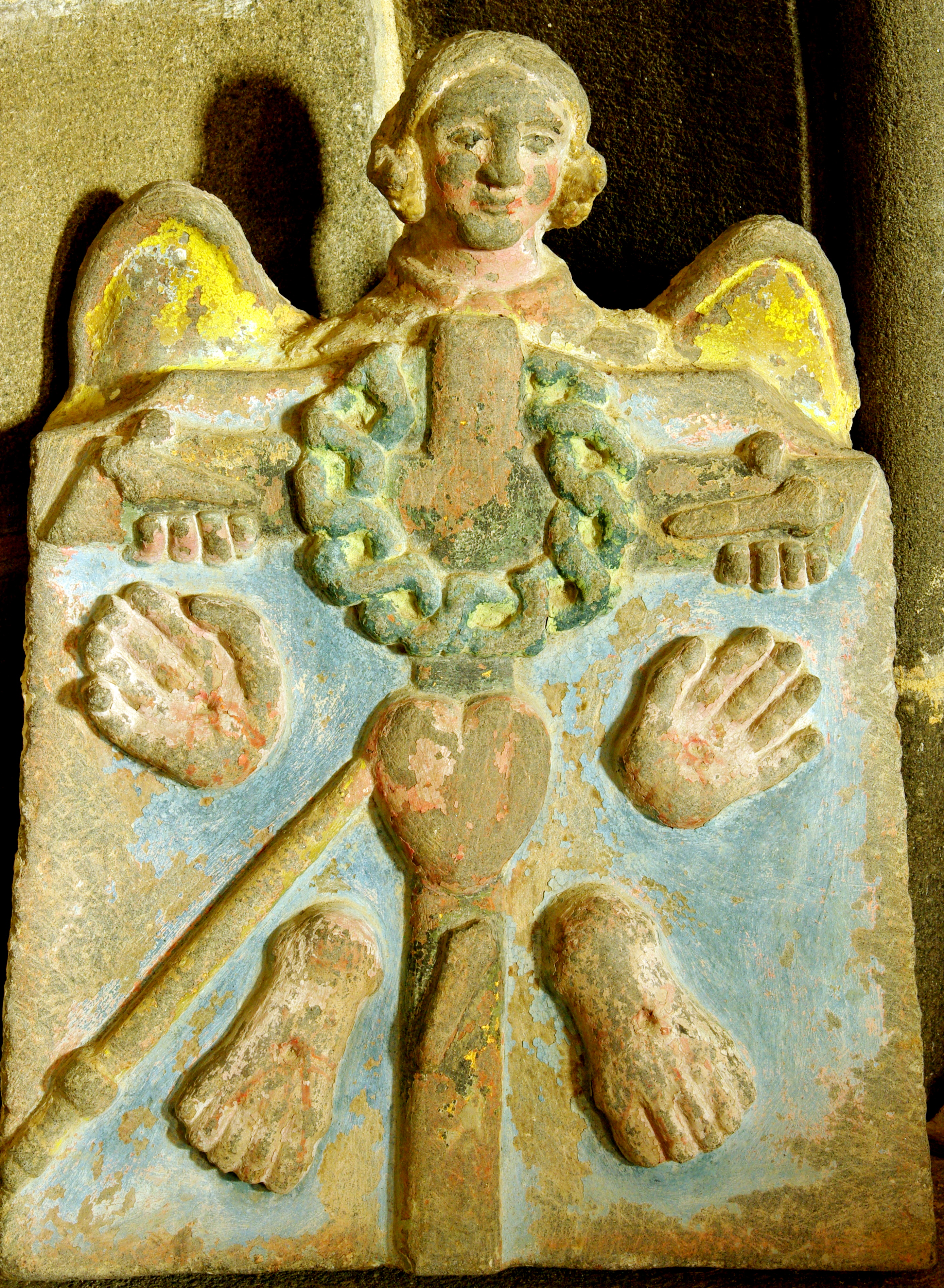
Église de Logonna-Daoulas, Bretagne.

Il existe de nombreuses représentations picturales individualisées de ces plaies dans les livres d'Heures du Moyen Âge car elles sont un objet de dévotion et  de culte :
- Bréviaire de Bonne de Luxembourg, duchesse de Normandie, enluminure (1345), Metropolitan Museum of Art ;
- Les instruments de la Passion, Heures du maréchal de Boucicaut (1477-1480), enluminure, Paris musée Jacquemart-André ;
- Les Plaies du Christ anonyme allemand (v. 1490), National Gallery of Art, (Washington, D.C.) ;
- Le Christ Enfant dans le Sacré-Cœur (l'Enfant assis au sein de son propre Cœur adulte transpercé et entouré des quatre stigmates détaillées du corps), anonyme allemand (1475-1480) ;
- Les Cinq Plaies du Christ figurent sur un grand fragment de pierre tombale († 1483) au nom de Thomas Moonincx, prieur du couvent de Groenendael en forêt de Soignes, Bosmuseum (Hoeilaart, Province du Brabant flamand).

Elles sont visibles dans leur ensemble sur le corps du Christ par les représentations artistiques du Christ dans sa Passion :
- Le Christ mort d'Andrea Mantegna dont la position du Christ, allongé, les pieds vers le spectateur, rend leur visualisation plus forte encore. La plaie au côté est rendue présente par les visages de Marie et de Jean tournés vers elle.